# Договір про взаємну оборону 1958
Договір про взаємну оборону між Сполученими Штатами Америки та Великою Британією (англ. UK–US Mutual Defense Agreement) — договір, підписаний США та Великою Британією у 1958 з метою розширення та поглиблення американсько-британського військового співробітництва в ядерній галузі. Договір передбачає спільні роботи зі створення та модернізації ядерних боєприпасів, засобів їх доставки, ядерних реакторів військового призначення, взаємне надання та передачу ракетних технологій. Договір передбачає підготовку розвідників та наукових фахівців.
У 1959 році написано доповнення до угоди, в якій Велика Британія повинна передати компоненти США для ядерної зброї.
Угода неодноразово продовжувалась на строки 5 та 10 років.
У 2014 році договір продовжено до 2024.